# Sten Larson (konstnär)
Sten Larson, född 29 augusti 1908 i Sankt Matteus församling, Stockholm, död 12 mars 1999 i Ellös, Morlanda församling, Västra Götalands län var en svensk målare och ornitolog, verksam i Göteborg. 
Sten Larson var son till trävaruhandlaren direktör Sven Larson och hans hustru Märta, född Karlsson, och från 1933 gift med Inger Hård af Segerstad. Efter studentexamen i Göteborg 1928 studerade han under sommaren språk vid universitetet i Neuchâtel och var elev vid Göteborgs handelsinstitut 1929-1930. Han  fortsatte därefter med konststudier för Sigfrid Ullman vid Valands målarskola 1930-1932 samt för Othon Friesz, Marcel Gromaire och Charles Despiau vid Maison Watteau i Paris 1932-1933. Han gjorde studieresor i Europa och Tunisien 1938 samt till länder i Västafrika från Mauretanien till Elfenbenskusten 1949. Han medverkade i utställningar på SDS-hallen i Malmö, Göteborgs konsthall, Lorensbergs konstsalong, Ystads konstmuseum och på Mässhallen i Göteborg. Larson målade stilleben, figurer, landskap, stadsbilder, jaktbilder och djurstudier med fåglar i olja eller akvarell. Larson är representerad vid Göteborgs konstmuseum, Borås konstmuseum, Oskarshamn konstmuseum, Karl Johansskolan i Göteborg och Göteborgs yrkesskola.
Som ornitolog och biologisk lekman gjorde Larson insatser inom områdena djurgeografi och ekologi. Detta resulterade i vetenskapliga publikationer om fågelpopulationer som bebor nordliga och öppna miljöer. För detta arbete blev han 1982 filosofie hedersdoktor vid Göteborgs universitet.
En ateljébyggnad som Sten Larsons far lät uppföra för sin son på ett berg vid Stenungsund har på 2000-talet fått medial uppmärksamhet och betraktas som stilhistoriskt intressant och bevaringsvärdig.